# 山西龙晋足球俱乐部
山西龙晋足球俱乐部，简称山西龙晋，是一家位于中国山西太原的足球俱乐部，2015年成立于河北沧州（前身为“河北信友足球俱乐部”），2017年底迁往太原并更名为山西信都足球俱乐部，2020年更为现名，现征战于中国足球乙级联赛。
2018年，获得2018年中冠联赛第7名，因当年11月30日深圳人人宣布解散，根据规则该赛季排名中冠联赛第7名的山西信都得以递补进入中乙联赛。2019年中乙联赛以2胜4平24负积10分的战绩获得第16名，丢82球为联赛最多，本应降级，但因银川贺兰山、大连千兆、延边北国、保定英利易通、吉林百嘉、南京沙叶和福建天信在内的7支中乙球队未递交工资确认表无法获得准入，从而使山西龙晋得以继续留在中乙联赛。2020年中乙联赛获得第20名的成绩，12场联赛全败本应降级，但因北京人和解散以及深圳壆岗因欠薪无法获得准入，使得山西龙晋得以留在中乙联赛。
2022年，山西龙晋退出了中乙联赛。